# Психологическая теория права
Психологическая теория права — концепция, согласно которой право возникло в результате биологических и психологических факторов человека.
Зародилась во второй половине 18 века. Создателем считается Лев Петражицкий. 
За основу права он брал эмоции. Права не существует вне взаимосвязи с психологией общества и людей, а значит законы пишутся с учетом психологии. 

## Представители
Г.Тард, Л.Петражицкий, Д. Фрэзер, З. Фрейд

## Основные идеи теории
- психика людей - фактор, определяющий развитие общества, в том числе его мораль, право, государство;
- понятие и сущность права выводятся прежде всего через психологические закономерности: правовые эмоции людей, которые носят императивно-атрибутивный характер, т.е. представляют собой переживания чувства правомочия на что-то (атрибутивная норма) и чувство обязанности сделать что-то (императивная норма);
- все правовые переживания делятся на два вида: переживания позитивного (установленного государством) и интуитивного (личного) права. Интуитивное право выступает регулятором поведения. Разновидностью его считаются переживания по поводу карточного долга и др.

## Плюсы и минусы теории
| Достоинства | Недостатки |
| 1) Данная теория обращает внимание на психологические процессы, которые тоже выступают реальностью наряду с процессами экономическими, политическими и т.д. Отсюда нельзя издавать законы без учёта социальной психологии; 2) Повышение роли правосознания в правовом регулировании и в правовой системе общества; 3) Источник прав человека "выводится из психики самого человека". | Слишком сильный уклон в сторону психологических факторов в ущерб другим (социально-экономическим, политическим и т.д.), от которых тоже зависит природа права. |